# فهد البتیری
فهد البتیری (عربی: فهد البتيري؛ زادهٔ ۱۲ مهٔ ۱۹۸۵) استندآپ کمدین، بازیگر، فیلم‌نامه‌نویس و زندانی سیاسی اهل عربستان سعودی است. البتیری نخستین کمدینی بود که پس از تخفیف قوانین سخت‌گیرانه علیه نقد جنبه‌های خاصی از جامعهٔ سعودی به‌طور حرفه‌ای در عربستان سعودی و کشورهای عرب حوزهٔ خلیج فارس بر روی صحنه برنامه اجرا کرد. او همچنین یکی از سرشناس‌ترین شخصیت‌های یوتیوب در آن کشور است.
در مارس ۲۰۱۸ او در اردن دستگیر شد. بنا بر گزارش‌ها دست‌بندزده، چشم‌بسته و سوار هواپیما به عربستان سعودی فرستاده شد. همسرش، فعال حقوق زنان لجین الهذلول، نیز اکنون در بازداشت است.